# Planta anual

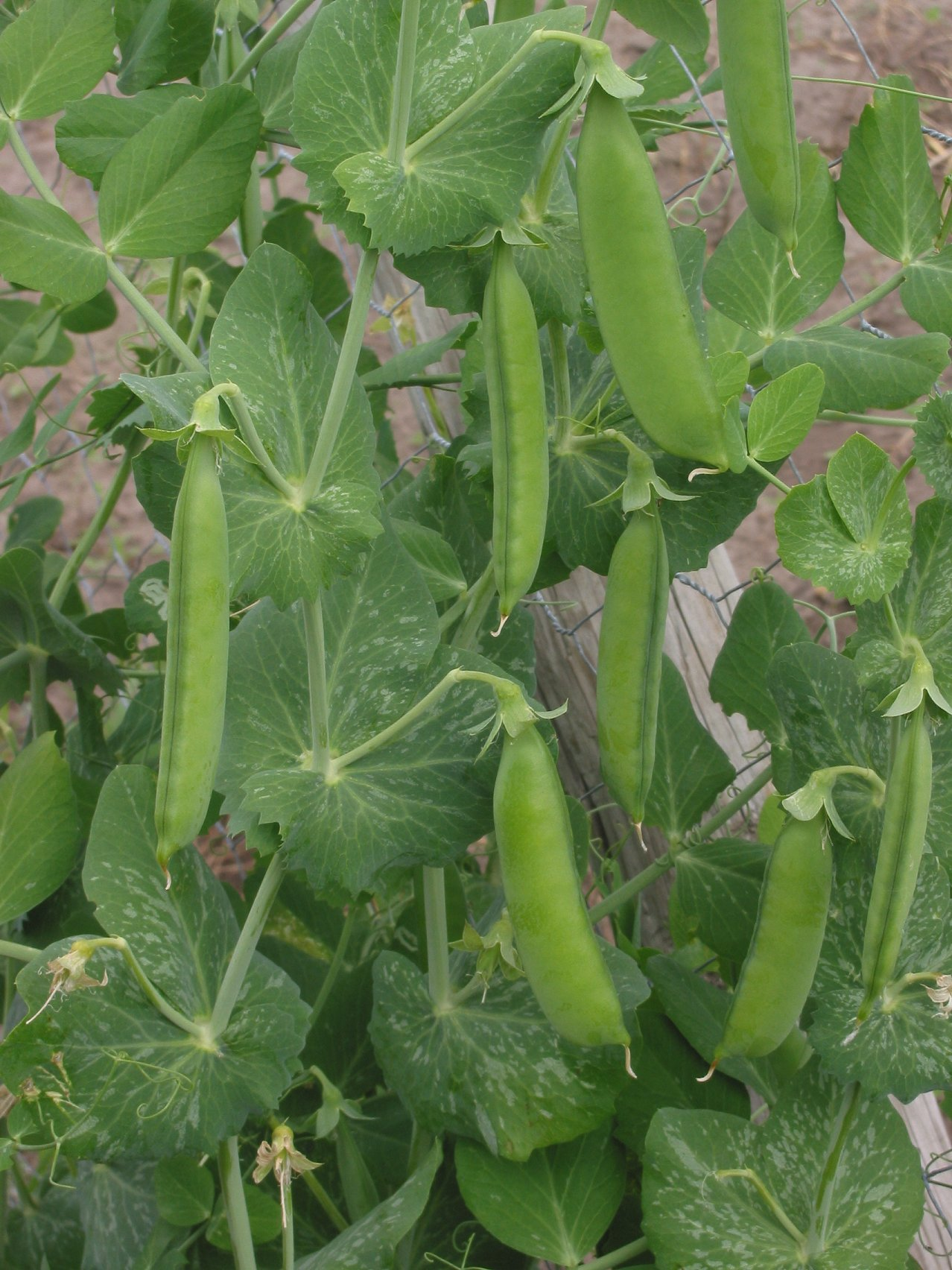
Planta anual.

Planta anual, terófita, é um tipo de planta que normalmente germina, floresce e morre no período de um ano. Estas plantas também podem viver menos de um ano, se não encontrarem as condições apropriadas para se reproduzirem.
Algumas plantas sem semente podem ser também consideradas anuais, ainda que não floresçam.
Exemplos de plantas anuais são o milho, a alface, o alho-porro, a couve-flor, o melão, a ervilha, a zínia, o girassol, a margarida ou o malmequer.